# Eahagen-Öglunda ängar
Eahagen-Öglunda ängar är ett naturreservat i Skara kommun i Västra Götalands län.
Området är skyddat sedan 1975 och omfattar 340 hektar. Det är beläget nordost om Eggby och består av lövskog, sjöar, rikkärr, naturbetesmarker och åkermark.

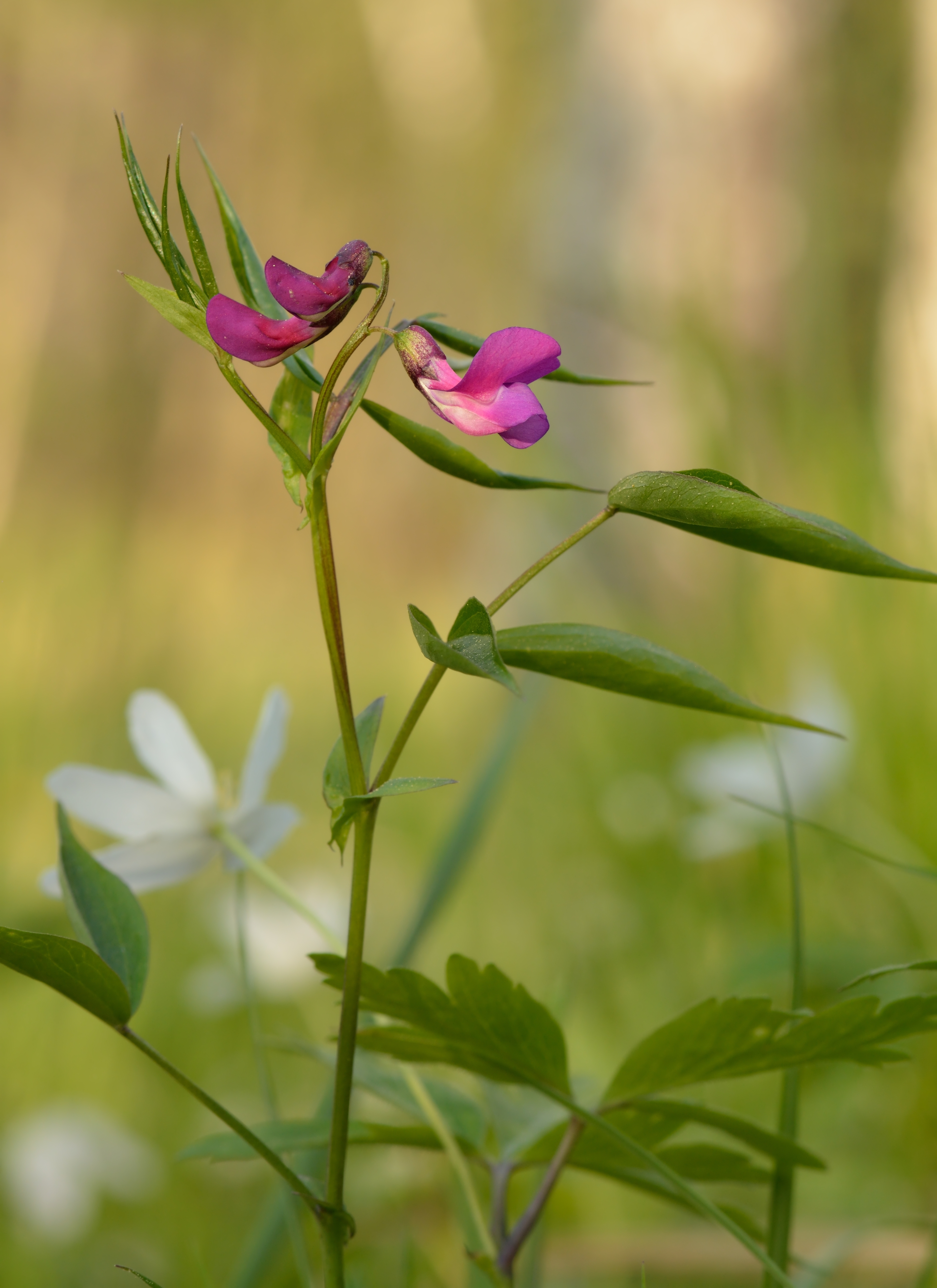
Vårärt

Kamelandskapet i Vallebygden har formats av inlandsisen. Mitt i området ligger naturreservatet Eahagen-Öglunda ängar. Reservatet utgörs bland annat av sjöarna Ämten, Flämsjön och Rommen. De många kullarna och ryggarna täcks till stor del av ädellövskog av hag- eller ängskaraktär med rik markvegetation. Sänkor och sjöstränder domineras av al- eller björkskog. De olika naturtyperna bidrar till en rikedom av olika arter. I de gamla lövträden trivs insekter, lavar, svampar och mossor. Flera sjöar är kalkrika där det växer kransalger. I Eahagen, på näset mellan två sjöar, växer ädellövskog där man kan finna blåsippa, lungört och vårärt. I reservatet förekommer fåglar som göktyta, grönsångare och näktergal.   
Området blev fridlyst redan 1935 eftersom man ville skydda områdets artrikedom. Det gjorde att slåtter och bete inte fick förekomma i området, vilket gjorde lokalbefolkningen upprörda eftersom de och deras boskap var beroende av ytorna. Det gjorde att området blev övervuxet och flera blom-arter försvann. Nu betar djur i hela området, men det finns fortfarande en oro för att exklusiva arter ska försvinna till förmån för mer invasiva. Några av de arter som idag finns i reservatet är svart trumpetssvamp, näsrot, slåttergubbe och mindre hackspett.
Vid Flämsjöns norra del ligger Flämslätts stiftsgård. 